# サリ・ベリシャ
サリ・ラム・ベリシャ （Sali Ram Berisha 1944年10月15日 - ）は、アルバニアの政治家。同国の大統領（第2代）と首相（第11代）を歴任した。

## 来歴
1944年、アルバニア最北端のトロポヤ県北東部の町に生まれる。 ティラナ大学医学部を卒業後パリへ留学し、血行動態を学んだ。1980年から1990年までの間ティラナ大学で教鞭をとり、数々の研究書を発表した。また、心臓外科医として勤務し、ティラナで心臓医学の診療所を開いた。

## 政治家

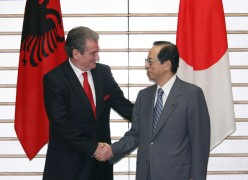
2008年2月5日、総理大臣官邸にて内閣総理大臣福田康夫（右）と

1980年代に政治活動を開始し、1990年12月に発生した学生の民主化運動を支持したことから、政治家として有名になる。その後公での体制批判を明確にし、1991年にアルバニア民主党の党首に選出される。
1992年の社会主義政権崩壊後初の総選挙により、民主党が圧勝し、ベリシャは4月9日にアルバニア共和国大統領に選出された。長期に渡る鎖国政策で疲弊した経済を再建するために、市場経済化と外資の導入を促進し、政治体制や経済構造の民主化を進めた。しかし、急激な市場経済化と共に行政の腐敗が横行し、失業率は上昇、闇経済が拡大の一途を辿るようになった。国民の不満が高まり政権への求心力が低下すると、アルバニア労働党の後継政党である野党アルバニア社会党を中心に、改革路線への反発が強くなった。また、ベリシャは政権内で自らの出身地である北部出身者を優遇し、南部を基盤とする政治勢力の反感も買うようになった。
1994年には改革路線を継続する為に、大統領権限を拡大する憲法改正を問う国民投票が行われたが、憲法改正が新たな独裁政治の再来と受け止められ、否決された。1995年頃には改革は完全に行き詰まるようになり、経済の混乱はより一層深刻なものとなった。しかし1996年の大統領選挙では辛うじて再選された。 

ベリシャは度重なる野党の辞任要求を拒否し続けていたが、1997年1月、政府の黙認を受け国民の大部分が参加していたねずみ講6社が破綻。南部のヴロラで始まった暴動をきっかけに、野党が総選挙の前倒しと大統領退陣要求をして反政府暴動が全国に波及した。非常事態宣言を出し、軍隊を出動させるなどして事態の沈静化に努めたが最早抑えられないものとなった。6月には総選挙が実施され、結果、野党社会党が圧勝し、7月には混乱の責任を取って大統領職を辞任した。 後任は代行を挟んで社会党のレジェプ・メイダニが就任した。
2005年7月に行われた総選挙で、アルバニア民主党は与党に返り咲き、9月3日には首相に任命され、政権に復帰した。
2008年2月5日に日本を訪問した。現職アルバニア首相の日本訪問は史上初めてである。
2011年1月に反政府デモが起き、共和国防護隊（Garda së Republikës）との衝突で3人が死亡した。ベリシャは、共和国防護隊の発砲を受けて死亡したことを認めたが、クーデターの企てがあるとの認識は変えなかった。ベリシャは、法や情報機関、大統領府に属する複数の人物がクーデター計画に関与しているとした。
| 公職                               | 公職                                      | 公職                             |
| ---------------------------------- | ----------------------------------------- | -------------------------------- |
| 先代 ピェタル・アルブノリ （代行） | アルバニア共和国大統領 第2代：1992 - 1997 | 次代 スカンデル・ジヌシ （代行） |
| 先代 ファトス・ナノ                | アルバニア共和国首相 第11代：2005 - 2013  | 次代 エディ・ラマ                |